# Direkcionalnost (molekularna biologija)
Direkcionalnost u molekularnoj biologiji i biohemiji je hemijska orijentacije jednolančane nukleinske kiseline. Hemijska konvencija imenovanja atoma ugljenika u nukleotidnom šećernom prstenu numerički daje 5′-kraj i 3′-kraj. Relativne pozicije struktura duž lanca nukleinske kiseline, uključujući gene i razna mesta vezivanja proteina, je obično navode kao ispred (ka 5′-kraju) ili iza (ka 3′-kraju).
Konvencija imenovanja je važna zato što se nukleinske kiseline mogu sintetisati in vivo jedino u 5′-ka-3′ smeru. Polimeraze koje se koriste za formiranje novih lanaca moraju da dodaju nove nukleotide na 3′-hidroksilnu (-OH) grupu formirajući fosfodiestarsku vezu. Po konvenciji, jednolančane DNK i RNK sekvence se pišu u 5′-ka-3′ smeru.

## Spoljašnje veze
- Molekularna biologija